# Sistema de Referència Terrestre Europeu 1989
El Sistema de Referència Terrestre Europeu 1989, abreujat ETRS89 (sigles en anglès d'European Terrestrial Reference System 1989) és un sistema de referència geodèsic lligat a la part estable de la placa continental europea. Aquest datum geodèsic espacial és consistent amb els sistemes de navegació per satèl·lit moderns com ara GPS, GLONASS i l'europeu GALILEU. Serveix, entre d'altres per a l'aviació civil, la indústria i uns quants administracions nacionals i regionals. Reemplaça, entre d'altres, el sistema European Datum-1950 (ED50). Als Països Catalans, aquest sistema tenia una precisió mínima de 30 cm i el nou sistema aspira a una precisió inferior al centímetre. S'hi aplica la norma ISO «19111:2019 Informació geogràfica — Referència per coordenades» de 2019, corregida el 2024.

## Antecedents
El 1989 l'Associació Internacional de Geodèsia (IAG, segons els sigles en anglès) i l'aleshores Comité Européen des Responsables de la Cartographie Officielle (CERCO) van decidir desenvolupar un nou marc de referència geodèsic europeu basat en GPS. Havia d'unificar els sistemes de referència nacionals per a topografia, cartografia, sistemes d'informació geogràfica (SIG) i navegació a Europa. Va ser basat en l'ITRS mundial, però en aquest, la tectònica de plaques fa que les coordenades de les estacions europees canviïn lentament de l'ordre d'uns 2,5 cm/any.
Per això, el 1990, Euref (Subcomissió de l'IAG) va adoptar a Florença una resolució que recomanava que els països europeus d'adoptin el sistema ETRS89. Es basa en l'ITRS, excepte que és vinculat a la part estable d'Europa, de manera que les relacions entre les estacions europees es mantinguin fixes. El 2005, ja 78% de les agències cartogràfiques o del cadastre ja s'hi havien adaptat.

## ETRS89 als Països Catalans
A Andorra la referenciació geodèsica es va enllaçar tradicionalment amb al sistema geodèsic i de representació cartogràfica vigent al sud de França. El 2004 va decretar el Reglament de la geodèsia i de la cartografia bàsica d’Andorra i com aquest es pot integrar en el sistema ERTS89.
A la Catalunya del Nord, com a tota la França metropolitana, vigeix la RGF93 (xarxa geodèsica francesa 1993) que és l'adaptació francesa al l'ETRS89. S'hi han fet unes adapactacions el curs del temps. Per la densificació de la xarxa, va atènyer el 2024 una precisió de 2cm.
Pel Reial decret 1071 de 2007, es va adoptar el sistema ETRS89, que substitueix el sistema geodèsic de referència regional ED50, oficial fins llavors en l'àmbit de la península Ibèrica i les Illes Balears. Aquest permet una completa integració de la cartografia oficial espanyola en els sistemes de navegació i la cartografia d'altres països europeus. Així mateix, es proposa un nou conjunt de coordenades de les cantonades de fulls del Mapa Topogràfic Nacional a escala 1:50.000 (MTN50) i les seves divisions. El període de transició per a la migració es va acabar l'1 de gener de 2015.
A Catalunya, el País Valencià i els Balears, des del 1995, vigeix el sistema espanyol amb la compensació de la xarxa geodèsica de Canàries, dins del marc de la Xarxa Geodèsica Nacional per Tècniques Espacials (REGENTE), va implicar la implantació del sistema anomenat REGCAN95, compatible amb el sistema ETRS89. L'Institut Cartogràfic de Catalunya ha acabat la migració el 2012.